# 4734 Рамо
4734 Рамо (4734 Rameau) — астероїд головного поясу, відкритий 19 жовтня 1982 року.
Тіссеранів параметр щодо Юпітера — 3,491.
Названо на честь французького оперного композитора Жана-Філіпа Рамо (фр. Jean-Philippe Rameau; 1683—1764).